# Hendrawan
Hendrawan (född 27 juni 1972) är en indonesisk idrottare som tog silver i badminton vid olympiska sommarspelen 2000 i Sydney.